# Soracá
Soracá è un comune della Colombia facente parte del dipartimento di Boyacá.